# Ју стрип
YU стрип, касније YU стрип магазин, је био часопис у издању предузећа Дечје новине из Горњег Милановца, који је од 1977. до 1987. године објављивао стрипове искључиво стваралаца из СФРЈ.
Укупно је изашло 85 бројева. Први је изашао као Екс алманах Специјал 91/1: YU стрип, а последњи као YU стрип магазин.
Поред редовних бројева, објављено је и два обимнија YU стрип годишњака, 1981. и 1983. године.

## Уредници
- Бранислав Николић
- Сибин Славковић
- Момчило Рајин